# 海運

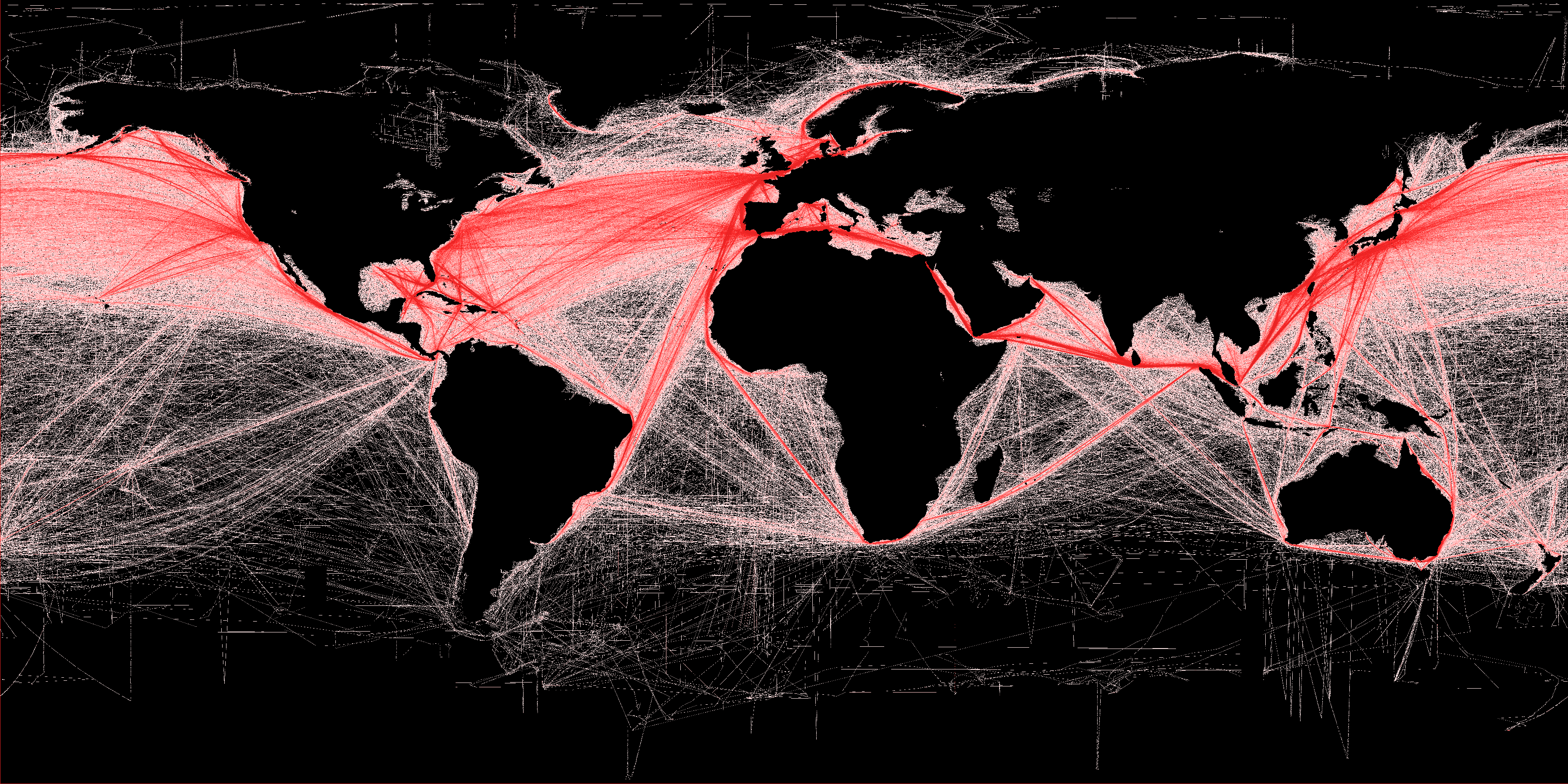
世界の船舶で行われた輸送を赤い線で描画したもの。結果として航路が濃い赤の線で浮かび上がっている。

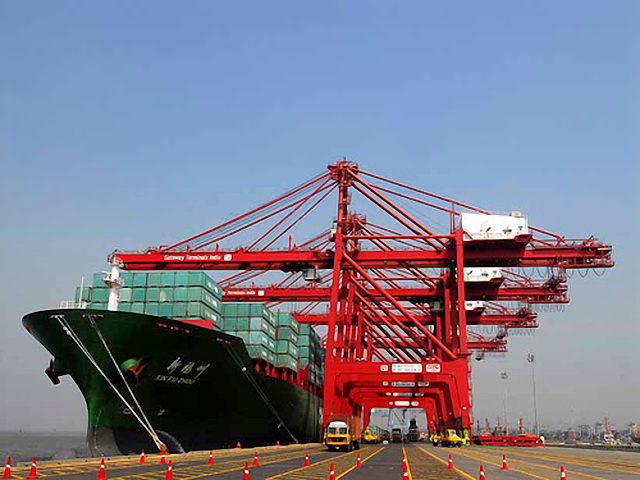
インドのナビムンバイにあるジャワハルラール・ネルー信託港でのコンテナ船の荷役作業。ガントリークレーンを使ってコンテナ船からコンテナが積卸しされる。

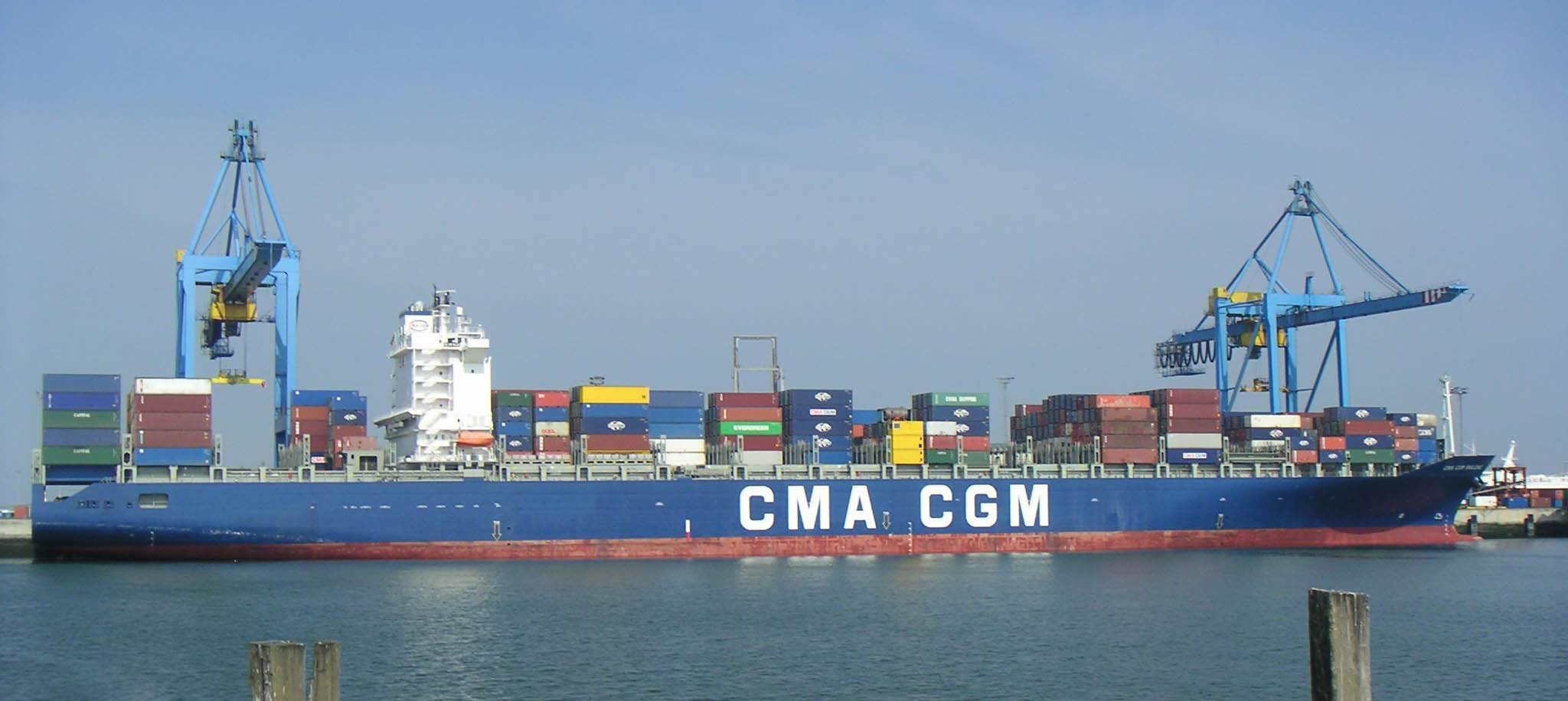
コンテナ船「CMA CGM Balzac」がベルギーのゼーブルッヘ（Zeebrugge）の港のコンテナバースに停泊している。

海運（かいうん、英語: marine transport）とは、水運のうち、海上を利用した貨物輸送や旅客輸送である。
海運は他の運輸手段に比べて以下のような特徴を持つ。 
低コスト
重量・距離当りのコストが他の運輸手段に比べて格段に低く、大量・長距離の輸送に適する。航空機や鉄道では運べないような重量物や嵩のある貨物もあまり制限を受けずに輸送できる。
低速度
航空機、鉄道、自動車に比べ速度は低く、他の運送に比べて日数がかかる。ただし消費財貿易でもコンテナ輸送の拡大により荷役時間が短縮され、効率性は向上している。
航路の制約
いくつかの海峡などの重要な戦略ポイントを通過することが多いため、シーレーンが安全保障や地政学上、ボトルネックとなっている。
旅客輸送
船酔いの問題がある。

上記のような特徴がある。船の長所と短所も参照可。

## 歴史
海運は古来、大量・長距離物流の要であり、地中海、北海、インド洋などで活発な海運が行われた。
航海技術や造船技術の発達により大陸間航行などが行われるようになると、その存在は一段と重みを増した。
第二次世界大戦以前は豪華な客船が数多く建造され、大陸間交通などの長距離の旅客輸送の主役であったが、航空機の発達と共に旅客航路は衰退し、21世紀現在は、近海や海峡など短距離交通路としての連絡船・フェリー、および船旅そのものを楽しむクルーズ客船などに限られている。しかし貨物輸送としては現代でも、国際間貿易の物流の主軸であり、大型コンテナ船や巨大タンカーに代表される船によって世界中の港が結ばれている。

## 国際海運

### 貨物コンテナ
国際物流の内、雑貨や食品類の多くがISO 668規格の貨物コンテナに入れられ、コンテナ船で輸送されている。

### 石油タンカーなど
原油やLNG、LPG、液体状の石油製品などは石油タンカーによって輸送されている。

### 石炭・鉄鉱石・木材・穀物など
石炭・鉄鉱石・木材・穀物などはばら積み貨物船で輸送されている。

### 自動車
自動車は主に自動車専用船（Pure Car Carrier、略称：PCC、Pure Car and Track Carrier、略称：PCTC）で輸送されている。 
例えば、2007年に日本国内で生産された四輪自動車の総数1,160万台の内の56.5 %の654万台が海外へ輸出され、そのほとんどが自動車専用船によって運ばれた。最大の自動車専用船は乗用車換算で6,500台を運べる。

## 事業の形態
欧州において、大航海時代には海運に関連するビジネスが発達した。その頃の海運は商業者当人が船舶を所有し、遠方の商品を売買するという形態であった。このため、船舶が遭難したり海賊に襲われたりするなど、商業者が持つリスクは著しく高まるため、商業上のリスク分散の方策として株式会社が発達した。また、沈没など海難事故のリスクを分散するため貨物や船舶に対する保険（海上保険）も発達した。
現代における海運会社は物流会社であり、運搬する商品の売買は本質的な目的ではない。また、リスク分散を進めるため、船舶を借り受けている場合が多く船舶資産の運用会社としての側面が強い。船舶は、各地にいる船主と呼ばれる個人事業者が所有しており、海運会社に貸与している。船主は世界中に存在する。
また、大手海運会社は陸上・航空を含め、荷物の出発地から到着地までの一貫輸送を手がける（一般に総合物流と呼ばれる）ようになっている。

## 日本
日本においては商法に規定される運送営業として規制される。

### 海運会社
定義
旧来から世界経済の変化にともない、多くの海運会社が合併し、また経営力のない海運会社の消滅が繰り返されてきた。また、企業やその名称は存続させるものの、その経営権は海運業界以外の別のグループや、他業種の会社が持っているといったように、企業ごとに様々な形態がある。
現在、様々な海運会社があり、その経営形態はまさに千差万別であるが、定義の一例は以下のとおり。
1. 会社としての主務が海運業であり、登記上の会社の名称が海運会社として世間一般に知られる名称である場合、その名称を指す（それを第1位海運会社名称とする）。
2. 会社としての主務が海運業であり、登記上の会社の名称とは違い、海運会社として世間一般に知られる名称が別にある場合、その世間一般に知られる名称を指す（それを第1位海運会社名称とする）。
3. 経営グループもしくは他業種の会社がその海運会社を運営していても（登記上の会社の名称が旧来の海運会社の名称とはなんら関連のないものになってしまっても）、海運会社として世間一般に知られる名称を有している場合、その名称を指す（それを第1位海運会社名称とする）。
4. 上記1,2の定義にあてはまるが、違う海運会社に経営権を所有されている場合、その経営権を所有している海運会社の名称を第1位海運会社名称とし、経営権を所有されている海運会社の名称を第2位海運会社名称とする。

### 歴史
- 1867年（慶応3年）-  アメリカ合衆国の太平洋郵船（英語版）が横浜とサンフランシスコ、香港を結ぶ定期太平洋横断蒸気船サービスを開始。
- 1869年（明治2年） - 民間の船舶保有を解禁。
- 1870年（明治3年） - 商船規則を発布。以後、鴻池組や三菱商会などが商船を取得。
- 1884年（明治17年） -ダウ・ジョーンズ輸送株平均が創設される。
- 1885年（明治18年） - 三菱商会と共同運輸会社の過当競争に政府が介入して日本郵船が設立[2]。
- 1945年（昭和20年）5月1日 - 第二次世界大戦の戦局悪化に伴い、民間会社による貨物船などの運営が廃止され、海運総監部による国家船舶の運営が決定[3]。
- 1962年（昭和37年）4月23日 - 海員組合が週48時間労働を要求して大規模ストライキを実施。49港で822隻が停船。同年5月10日に妥結[4]。

#### 海運再建2法と3社体制
日本の海運会社は、1963年に成立した海運再建2法（「海運業の再建整備に関する臨時措置法」および「外航船舶建造融資利子補給および損失補償法および日本開発銀行に関する外航船舵建造融資利子補給臨時措置法の一部を改正する法律」）により海運集約が行われたほか、近年さらに大手海運会社同士の合併が行われ、2024年現在の大手海運会社は日本郵船、商船三井、川崎汽船の3社体制となっている。
また、外航航路とは別に内航海運として沿海航路が発達し、独自の進化を遂げている。製鉄会社主体の一般在来型貨物船オペレーター、石油会社主体の内航タンカーオペレーター、旅客輸送も行う長距離フェリー船社、島嶼間輸送における独占的なオペレーター、製紙会社主体のRO-RO船オペレーター等多様である。また、利用運送事業の方面も発達し零細企業でも頭角を現す企業がある。
プラザ合意による円高で、それまでドル建で資産を決済していた海運各社は大打撃を受け、バブル景気に反して厳しい経営状態が続いていたが、2000年代には中国国内の好景気によって住宅建設や工業設備への需要が急成長し、中国政府の資源政策や建設と機械装置用の鉄鋼需要の拡大の影響から、鉄鉱石・石炭といった重量資源の輸送需要が拡大した。また、同時に中国製低価格消費財の貿易量も増大したため、その原材料と製品の輸送需要も加わって、国際的な貨物輸送が行なえる船舶への需要が世界的に急拡大した。これにより世界的に船賃（トンキロ）が高騰するとともに、貨物船不足が発生しはじめた。海運各社は新造船発注を増大させ、新造船の価格である船価も高騰して造船各社は活況となった。海運業や造船業で需給が逼迫し、こういった「船バブル」から海運会社の業績は回復してきている。
2008年9月の米国発の世界的金融危機により、船舶が運ぶ製品・資源・エネルギーのうち、特に市況の影響を受けやすい製品の荷動きが減少し、製品を運ぶコンテナ船や自動車船の需要が急落、自動車船や航空輸送等にも資本を投入していた日本郵船や、収益のほぼ半分をコンテナ部門が占めていた川崎汽船などは収益が急落した。2009年8月現在、資源(鉄鉱石・石炭等)、エネルギー(石油・天然ガス)輸送部門で需要の底打ちが見られ、中長期的には今後も世界の人口は増加し、それに伴い荷動きも増加すると見込まれるため、21世紀の現在もなお、海運は成長産業であるといえる。

### 国内における海上輸送シェア
国内間輸送において、海上貨物輸送はトンキロ換算で42%のシェアを持ち、これは自動車輸送（52.9%）に次ぐ。平均輸送距離は497 kmであった（2005年度）。これは58.7 %（33.5億トンキロ）を占めた自動車の68 kmの7.3倍、4 %（2.3億トンキロ）の鉄道の435 kmの約1.1倍であった。
|                                | 内航船            | 自動車            | 鉄道            | 航空機         | 合計            |
| 輸送トンキロ （100万トン・km） | 211,576 (37.09 %) | 334,979 (58.72 %) | 22,813 (4.00 %) | 1,075 (0.19 %) | 570,443 (100 %) |
| 平均輸送距離 （km）            | 497               | 68                | 435             | 996            | ---             |

### 旅客輸送
|                            | 一般旅客定期 航路事業 | 特定旅客定期 航路事業 | 旅客不定期 航路事業 | 合計          |
| 輸送人数 （100万人）       | 94.0 (91.1 %)         | 0.2 (0.2 %)           | 9.0 (8.7 %)         | 103.2 (100 %) |
| 輸送人キロ （100万人・km） | 3,870                 | 1                     | 154                 | 4,025         |

## 課題
1970年代から、空荷船の積載のバラスト水の生態系への悪影響が指摘されている。